# Chumarlep
Chumarlep, också känt som Qumarlêb, är ett härad i den autonoma prefekturen Yushu i Qinghai-provinsen i västra Kina.